# Черемшанка (приток Ануя)
Черемшанка — река в России, протекает в Солонешенском районе Алтайского края. Устье реки находится в 228 км по правому берегу реки Ануй. Длина реки составляет 18 км.

## Хозяйственное использование
По долине реки и её притоков расположены земли сельскохозяйственного назначения, в основном — сенокосы и пастбища. На берегах расположено село Черемшанка Солонешенского сельсовета.

## Данные водного реестра
По данным государственного водного реестра России относится к Верхнеобскому бассейновому округу, водохозяйственный участок реки — Обь от слияния рек Бия и Катунь до города Барнаул, без реки Алей, речной подбассейн реки — бассейны притоков (Верхней) Оби до впадения Томи. Речной бассейн реки — (Верхняя) Обь до впадения Иртыша.
По данным геоинформационной системы водохозяйственного районирования территории РФ, подготовленной Федеральным агентством водных ресурсов:
- Код водного объекта в государственном водном реестре — 13010200312115100008443
- Код по гидрологической изученности (ГИ) — 115100844
- Код бассейна — 13.01.02.003
- Номер тома по ГИ — 15
- Выпуск по ГИ — 1